# St. Michaelis (Hohenaspe)

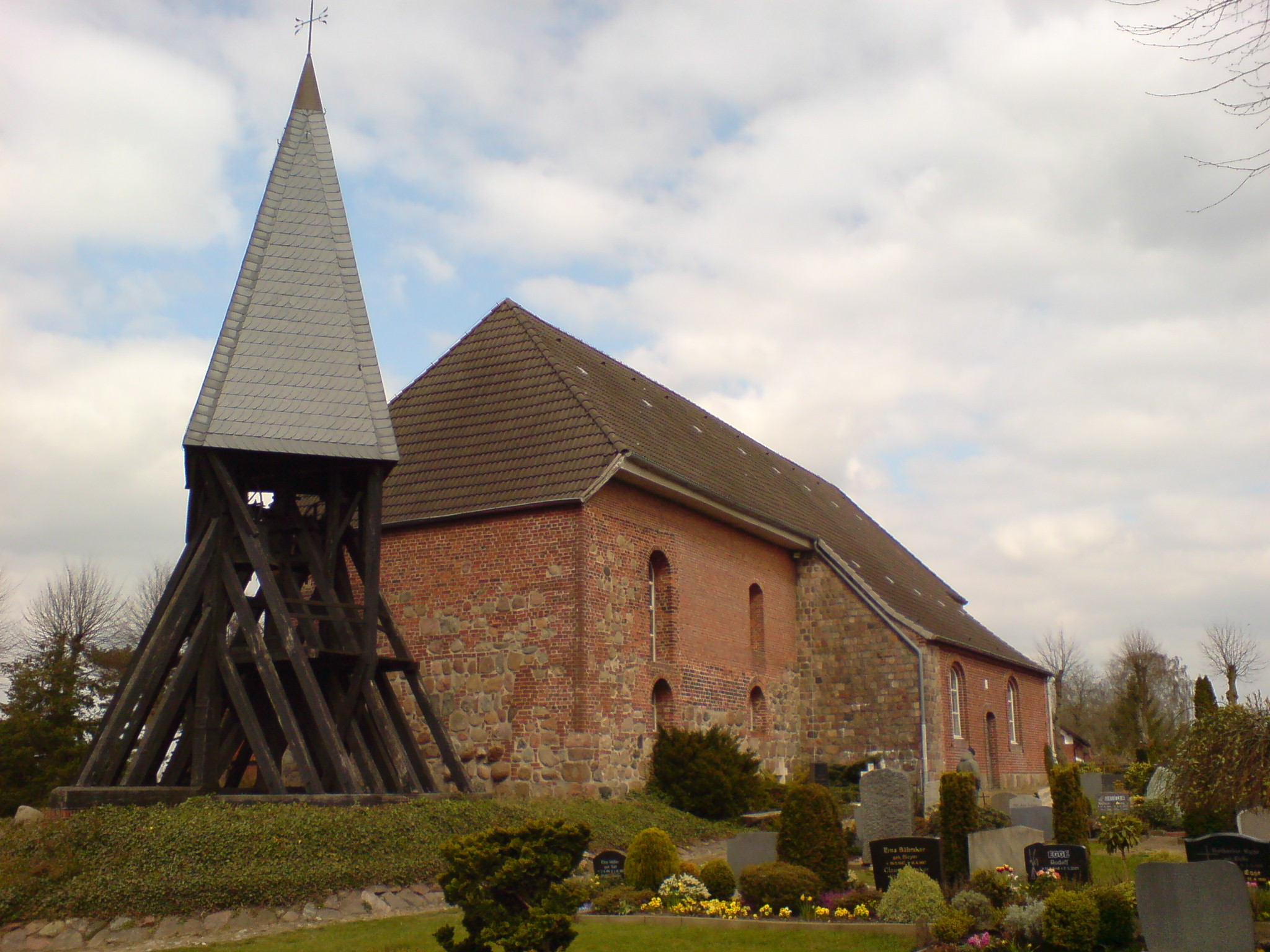
St.-Michaelis-Kirche in Hohenaspe

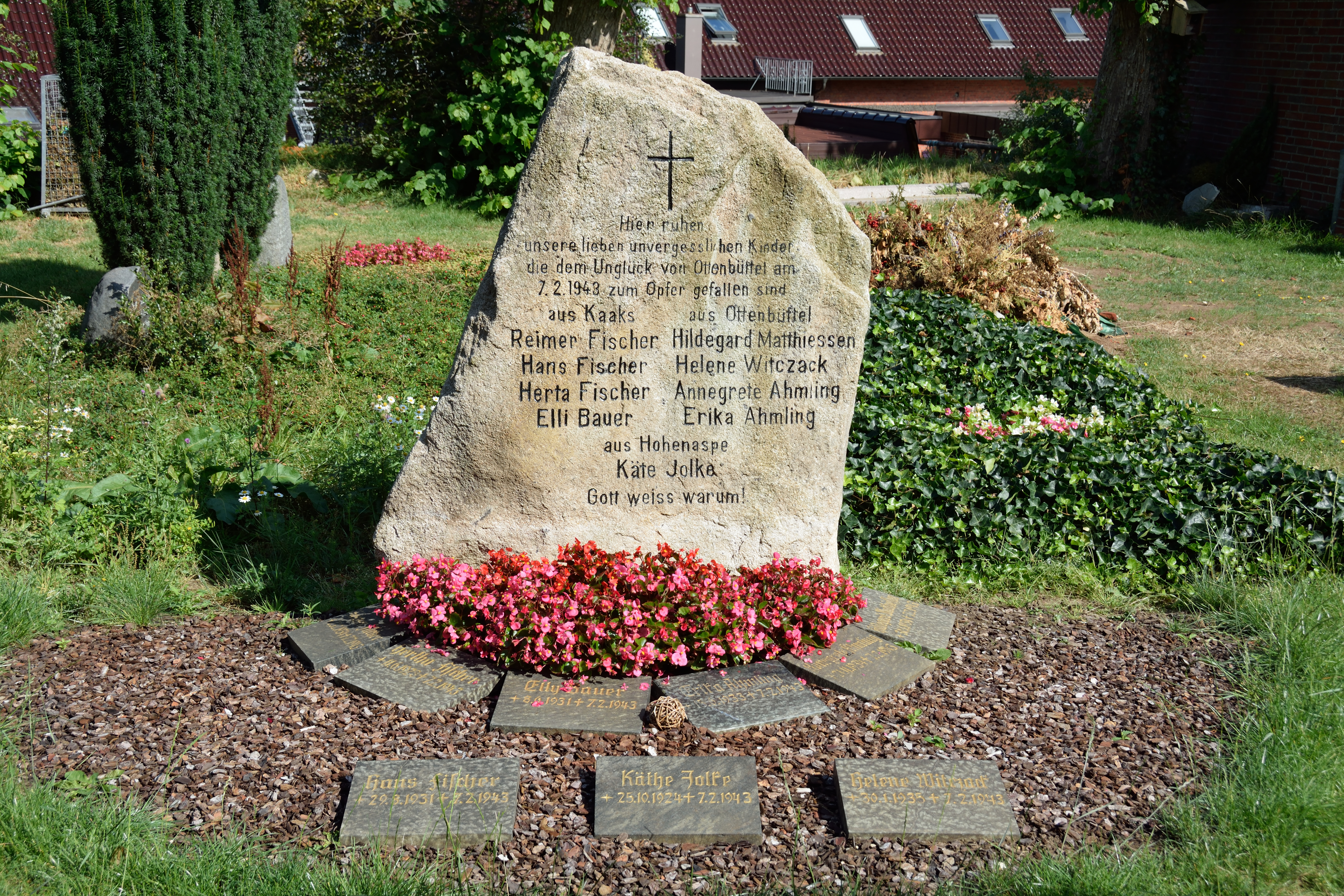
Gedenkstein für die toten Kinder von 1943

Die St.-Michaelis-Kirche in Hohenaspe im Kreis Steinburg in Schleswig-Holstein ist eine der ältesten Kirchen der Region.

## Geschichte
Die Kirche wurde um 1281 das erste Mal erwähnt. Der Bau aus Feldstein entstammt im Kern noch der Romanik und wurde im Laufe der Jahrhunderte in Backstein ausgebessert und erweitert. Die Kirche ist ein großer Saalbau mit einem separat stehenden Glockenstuhl. Die Inneneinrichtung zeichnet sich besonders durch den gotischen Flügelaltar von 1460 und den Patronatsstuhl des Markgrafen Friedrich Ernst von Brandenburg-Kulmbach aus, der hier in der Nähe im Schloss Friedrichsruh residierte. Der Markgraf und seine Frau sind in der Gruft der Hohenasper Kirche auch bestattet.

## Friedhof
Um die Kirche herum befindet sich ein Friedhof, wobei hier insbesondere ein Gedenkstein von dem Unglück in Ottenbüttel im Februar 1943 auffällt, bei dem neun Kinder ums Leben kamen. Auch ein Organist der Kirche, Bernhard Schmalfeldt (1871–1950), ist hier begraben.

## Kirchengemeinde
Zur Kirchengemeinde gehören die Kommunalgemeinden Drage, Kaaks, Hohenaspe, Looft und Ottenbüttel.